# ミネソタ州会議事堂

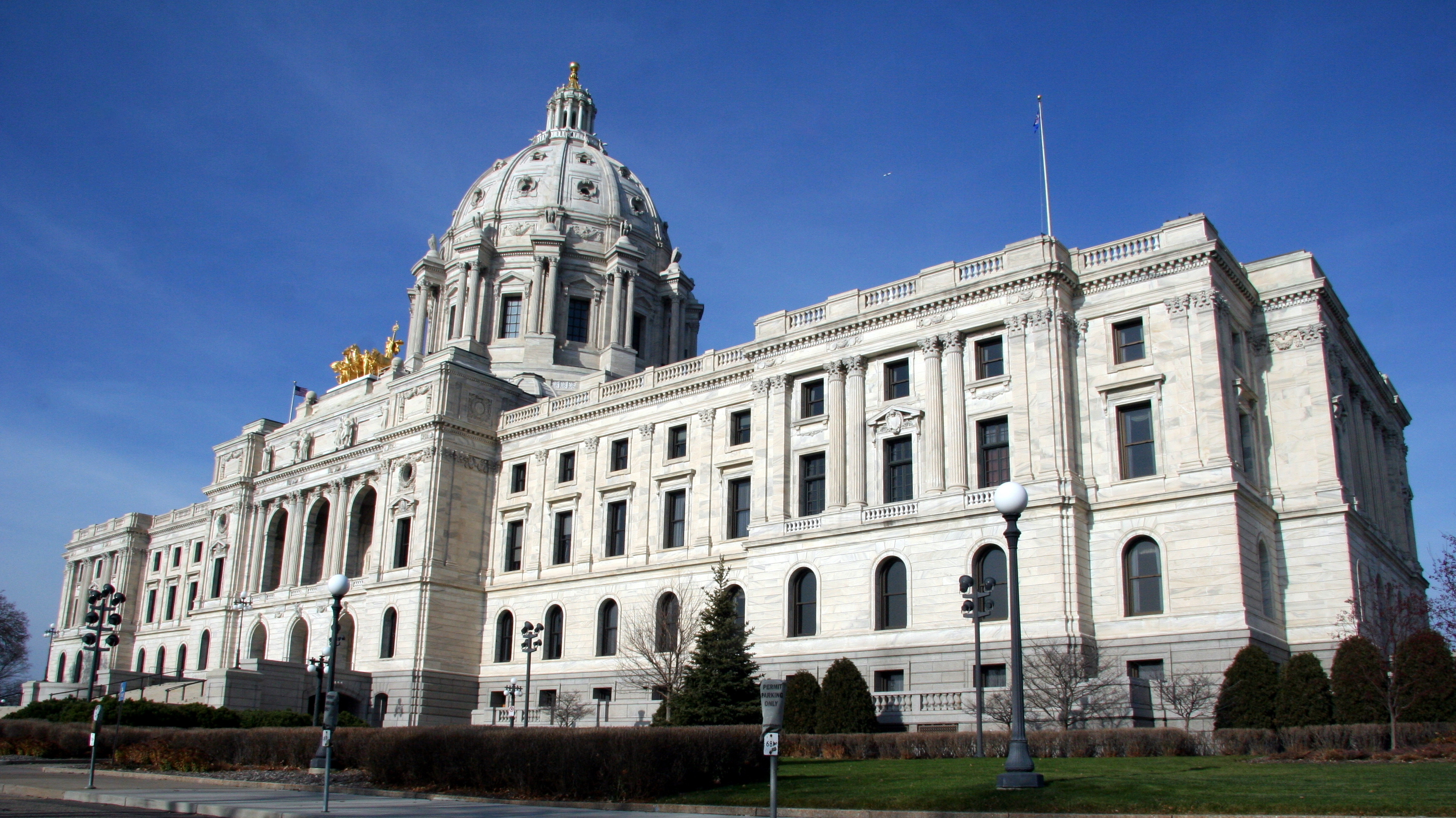
ミネソタ州会議事堂

ミネソタ州会議事堂（ミネソタしゅうかいぎじどう、Minnesota State Capitol）は、アメリカ合衆国ミネソタ州の州都セントポールに立地する同州議会の議事堂。ミネソタ州議会の上下両院の議場、司法長官室、州知事室を備える。ミネソタ州最高裁判所の法廷も有しているが、ほとんどの裁判は隣接するミネソタ司法センターで行われている。
議事堂のルネサンス調の建物はカス・ギルバートの設計によるもので、バチカンのサン・ピエトロ大聖堂をモデルとしている。最上部には支柱のない大理石造のドームが覆いかぶさっている。支柱なしの大理石のドームを有する建物はこのミネソタ州会議事堂を含め、世界に4-5棟しかないと考えられている。建設は1896年に始まり、1905年に完成するまで10年の歳月を要した。現存する議事堂は3番目の建物である。最初の建物は1881年に火災で焼失し、2番目の建物は1883年に完成したが、すでに手狭になっていた。

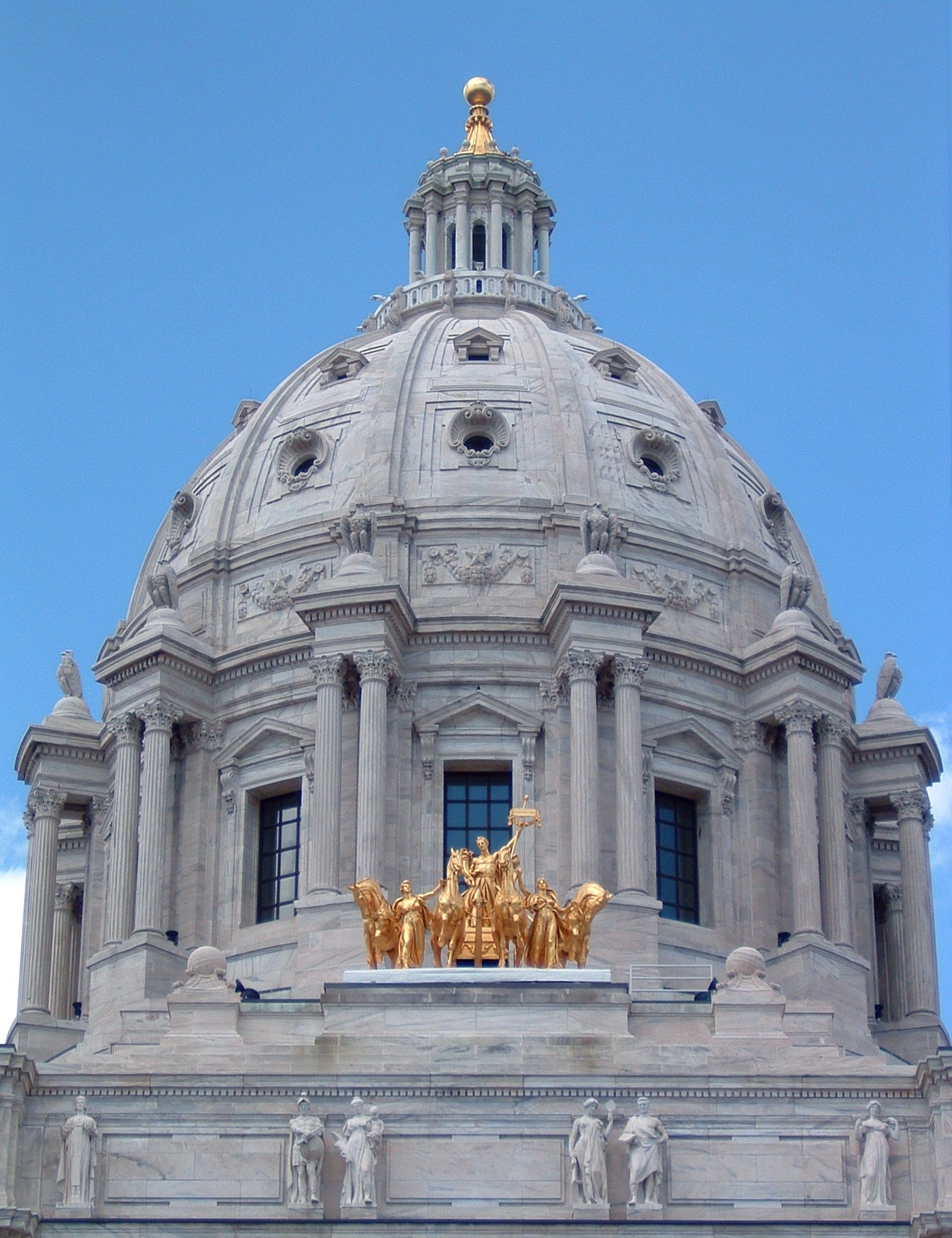
議事堂のドームとクアドリガの彫刻

議事堂の南入り口の真上にあたるドームの前には、The Progress of the State（州の進歩）と呼ばれるクアドリガが飾られている。このクアドリガは2名の彫刻家、ダニエル・チェスター・フレンチとエドワード・クラーク・ポッターによる作品である。彫刻は議事堂の完成した翌年、1906年に完成し、屋根のドームの前に飾られた。1994年から翌1995年にかけて、彫刻の金箔を張り替えるなどの修復がなされた。また、大理石のドームを飾る球体にも同様の修復作業が行われた。
ミケランジェロによるサン・ピエトロ大聖堂のドーム以降に造られたドームはおよそ比べられるものであるが、ギルバートの設計したドームはミケランジェロに対する敬意の表明としてサン・ピエトロ大聖堂のドームによく似せたものでありながら、いくつかの相違点があった。もともとの設計では、ギルバートはより広い壁体を用い、より大きいドームを作る予定であった。小さいドームは「小さすぎる」という批判を浴びるおそれがあったからである。しかし実際には、ミネソタ州会議事堂のドームはサン・ピエトロ大聖堂のドームよりも小さく、簡素化された設計になっていた。例えば、上部のランタンを囲む円柱は2本ではなく1本になっていた。ドームの梁はサン・ピエトロ大聖堂のものほどはっきりとはしていないが、それでも視覚的に明らかであった。ギルバートはサン・ピエトロ大聖堂のドームが不安定に近かったことを知っていた。サン・ピエトロ大聖堂のドームは壊れ、強化される必要があった。議事堂を建てるこのプロジェクトにおいてギルバートを補佐した技術者、ガンバルド・オースは、まず鉄製の強化帯の中に煉瓦造のドームを造った。次いでギルバートは円柱を取り囲む梁を組にし、そこに大理石をかぶせた。サン・ピエトロ大聖堂とこのミネソタ州会議事堂のほかには、大理石造のドームはインド・アーグラのタージ・マハルとロードアイランド州の州都プロビデンスのロードアイランド州会議事堂にある。

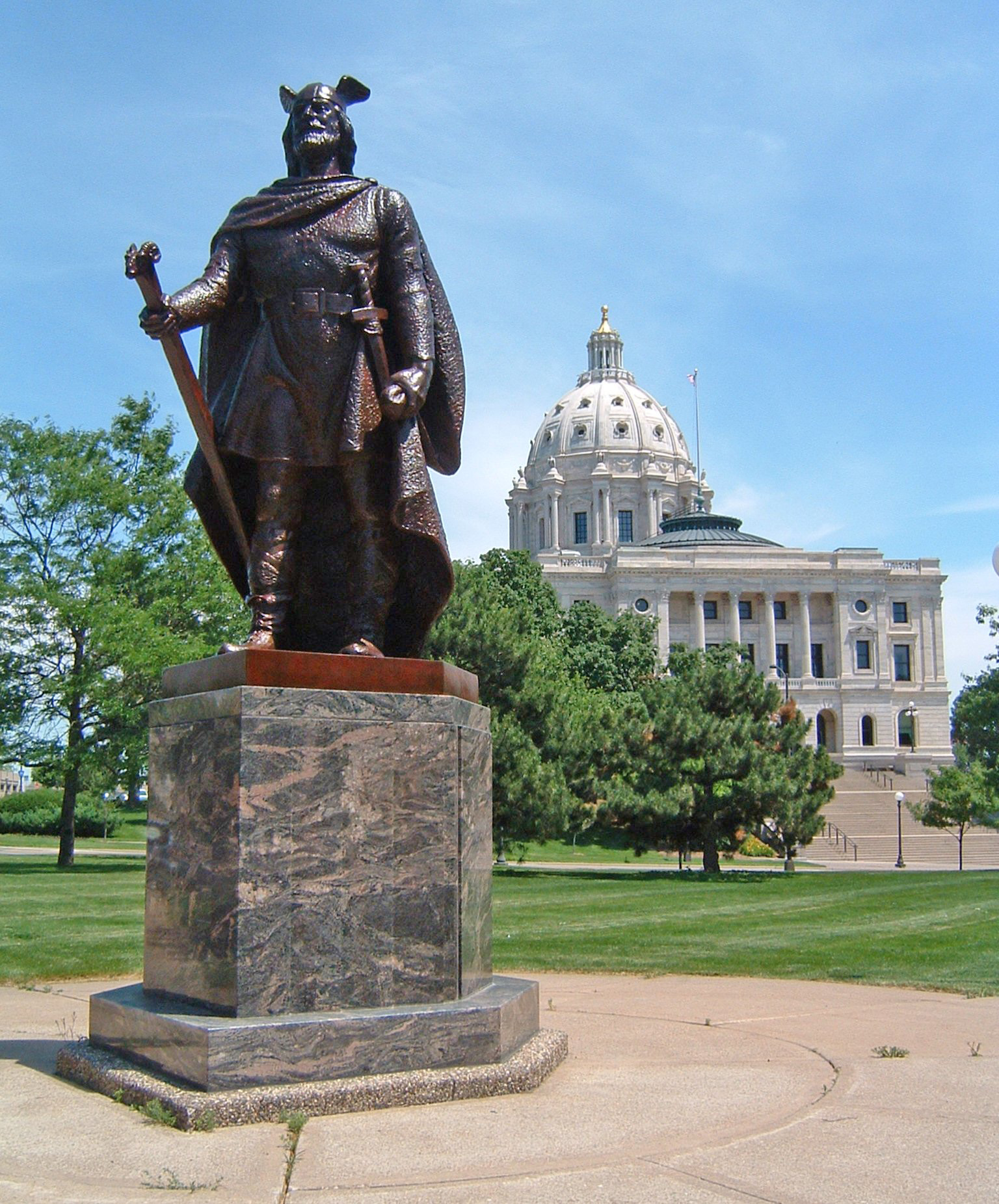
議事堂のわきに立つヴァイキングの像

この場には不適切であると思われた凱旋門のデザインに似ないよう、ドーム直下の入り口は3連にする必要があった。同様に、議事堂がミネソタ州民に対し攻撃的な姿にならないよう、ギルバートはいかなる宮殿にも似せないように設計した。しかし、ギルバートは地元ミネソタ州産の石ではなく、ジョージア州産の石を使ったことで憤怒を買った。そこでギルバートは建物の基礎や内装にミネソタ州産の様々な石を使うという妥協策を取った。完成後、議事堂の出来映えは外装・内装ともに高く評価され、ギルバートの元にはウェストバージニア州やアーカンソー州など他州の州会議事堂や、その他有名な建物の設計依頼が数多く寄せられた。
ミネソタ州会議事堂の建設には当時の貨幣価値で450万ドルを要した。議事堂は1905年1月2日にその門戸を公に開いた。現在の貨幣価値ではこの議事堂はおよそ4億ドル相当であると推定されている。2005年に行われた築100周年記念式典の一環として、政治家たちは6,500万ドルの改修費用に充てる寄付への支持が得られることを望んだ。
ミネソタ州会議事堂は1972年に国家歴史登録財に指定された。